# Trường Trung học Scripps Ranch
Trường Trung học Scripps Ranch (tiếng Anh: Scripps Ranch High School) nằm ở phía đông bắc của thành phố San Diego, California, Hoa Kỳ. Được mở cửa vào năm 1993 nhằm phục vụ cho học sinh khu vực Scripps Ranch và Mira Mesa và cho học sinh thuộc diện giao lưu văn hoá. Trường được nhân National Blue Ribbon và California Distinguished School và xếp hạng thứ 365 trên 500 trường tốt nhất của nước Mỹ.

## Sơ lược
Được thành lập vào năm 1993,Scripps Ranch High School là một trong 18 trường trung học trong học khu hành chánh thống nhấy San Diego (SDUSD).Tọa lạc tại vùng Scripps Ranch, phía đông bắc của San Diego nằm cạnh freeway 15. Scripps Ranch High School phục vụ cho học sinh sống ở khu vực Scripps Ranch, và một phần nhỏ của khu vực Mira Mesa và Rancho Peñasquitos. Khoảng 20% học sinh của trường sống ngoài khu vực, nhập học vào trường thông qua chương tình "via various district enrollment" bao gồm học sinh giao lưu văn hóa, Không trẻ em nào đứng phía sau và chương trình "Improvement School Choice (PISC". Những học sinh đó đến từ downtown, đông và nam San Dieho, City Height,Clairemont và Kearny Mesa. Trường tốt về phong trào thể dục thể thao. Và cũng đồng thời là trường có điểm API hằng năm cao hơn 800. Thành phần học sinh chủ yếu của trường là Mỹ Trắng và châu Á.Trường cũng có tỉ lệ học sinh vào thi SAT/ACT cao. Với điểm trung bình SAT là 1608 và điểm thi SAT là 24.4.Ngoài ra, tỉ lệ vào đại học cũng ở mức cao 88%.

## Hoạt động thường niên

### Khiêu vũ
Tất cả các hoạt động khiêu vũ tại trường Scripps Ranch đều được lên kế hoạt và tổ chức bởi ASB. Học sinh cùng tham dự ở Homecoming, Winter Formal, Sadie Hawkins dance, và Prom tổ chức hằng năm.

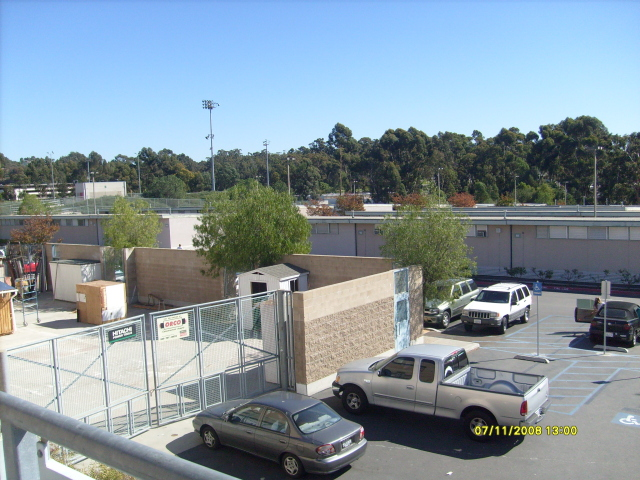
Một phần của trường

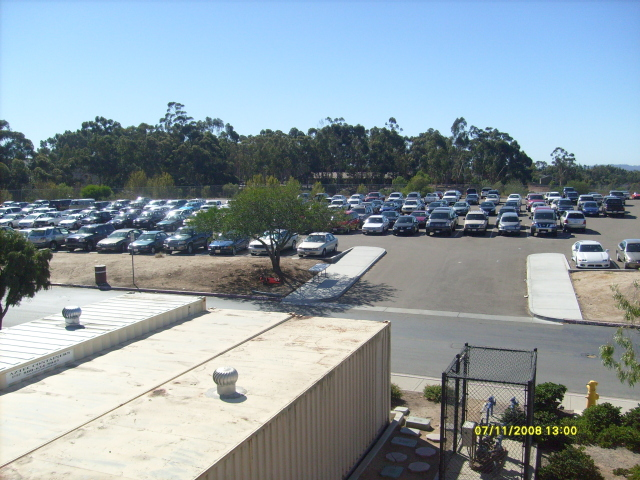
Một góc của trường

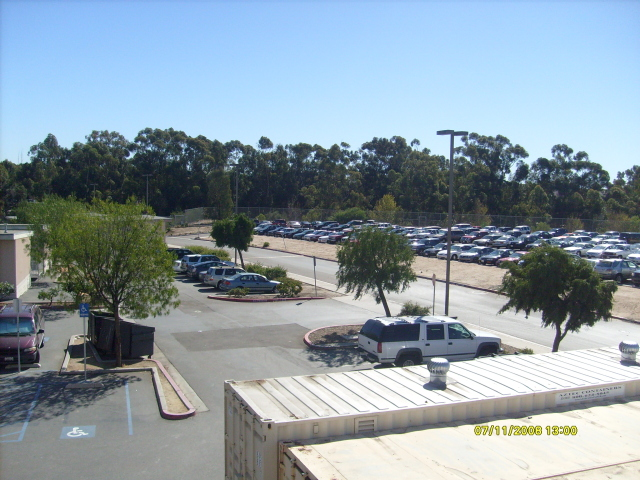
Một góc của trường

### Rallies
Trong một năm học, có ba kỳ rallies.Nội dung bao gồm hoạt động thể thao trong mùa làm một bài thơ châm biến hoặc âm nhạc, tiếp đó là một màng cổ vũ, và trò chơi. Mỗi khối lớp đều mặt áo thun một màu khác nhau để cổ vũ cho khới đó.Sự thiết kế áo thun dưa trên màu sắc của từng khối và năm tốt nghiệp. Màu cho từng khối lớp: khối 12 màu xanh biển, khối 11 màu đỏ, khối 10 màu trắng, khối 9 màu xanh lá.
- Homecoming Rally: Tất cả học sinh hợp mặt tai sân vận động trường. Các môn thể thao góp phần trong rally là football, bóng chuyền nữ, golf nữ và khúc côn cầu.
- Winter Rally: Học sinh hợp mặt tại phòng tập thể dục. Các môn thể thao góp phần: bóng ném nữ, bóng đá, bóng rổ.
- Good Bye rally: chính xác là lần hợp mặt cuối cùng để chia tay, tạm biệt học sinh khối lớp 12 trước khi họ ra trường.

## Hoạt động thể thao

### Thể thao theo mùa
- Mùa Thu: Chạy Việt Dã, Khúc côn cầu, bóng đá kiểu Mỹ, Quần vợt nữ, Golf nữ, Bóng chuyền nữ, Bóng ném nam,
- Mùa Đông: Bóng rổ nam, Bóng rỗ nữ, Bóng đá nam nữ, Bóng ném nam, Đấu vật
- Mùa Xuân: Cầu lông,dã cầu, Golf nam, Tennis nam, Bơi lôi, Lacrosse, Chạy và Vượt rào, Bóng chuyền nam
- Không có mùa: Đội cổ vũ, đội nhảy

### Danh sách cách môn và năm thắng ở CIF Championships
| Thể thao                    | Tên(s) Thắng (If Any)              |
| --------------------------- | ---------------------------------- |
| Bóng chày                   |                                    |
| Bóng rổ nam                 | 2007                               |
| Bóng rổ nữ                  | 1996                               |
| Việt dã nam                 | 1993, 1994                         |
| Việt dã nữ                  | 1995, 1997                         |
| Khúc côn cầu trên sân cỏ    | 1997, 2002, 2003, 2004, 2007, 2008 |
| Bóng đá kiểu Mỹ             |                                    |
| Golf Nam                    |                                    |
| Golf Nữ                     |                                    |
| Khúc côn cầu trên sâng băng | 2005, 2007                         |
| Lacrosse nữ                 |                                    |
| Lacrosse nam                |                                    |
| Bóng đá nữ                  | 1999                               |
| Bóng đá nam                 | 2004                               |
| Softball                    | 1996, 1998, 1999                   |
| Bơi lội nam                 | 1997                               |
| Tennis nam                  | 2006                               |
| Quần vợt nữ                 | 1998                               |
| Điền kinh nam               |                                    |
| Điền kinh nữ                |                                    |
| Bóng chuyền nam             | 1994, 2003, 2006                   |
| Bóng chuyền nữ              | 1996, 2003, 2004, 2005, 2008       |
| Bóng ném dưới nước nam      | 1999                               |
| Bóng ném dưới nước nữ       |                                    |
| Đấu Vật                     | 2007                               |

## Các tổ chức và câu lạc bộ

### Tổ chức
| - ASB (Associated Student Body) - Band (Marching and Concert) - Choir (Advanced) - Choir - Colorguard - Drama - Orchestra - AFJROTC CA-935 - Journalism |

### Câu lạc bộ
| - AVID - Academic Decathlon - Academic League - Academy of Finance - Anime Club - Art Club - Asian Pacific Association - Be Green - California Scholarship Federation - Chess Club - Christian Club - Djembe Club - Drama Club - FAAK Club - FBLA - FNL - French Club - French Honor Society - Friday Night Live - Gay-Straight Alliance - Interact Club - Invisible Children - Japanese Honor Society - Key Club - Latin Dance - Math Club - Mock Trial Club - Model United Nations - Muslim Student Association - NOSB - National Honor Society - OAKLUB - Peer Ed - AFJROTC - SADD - SAVY Club - Science Club - Science Olymiad - Scripps Ranch Competitive Cheer Club - Spanish Club - Teaching Language Club - VSA - X-Treme Wallball League |

## Ấn phẩm
Học sinh của trường hằng tháng tự làm và ra ấn phẩm "The Gage report" và được phát trên tivi cho học sinh coi vào giờ Core hằng tháng. Nhằm để cho học sinh biết trường đã đạt được thành tích gì trong tháng vừa qua. Ngoài ra còn có báo "Falcon Flyer" ra 2 tháng/1ky. Và sách kỉ yếu (yearbook)hằng năm. 

## Alma mater
All hail our alma mater,

We lift our song anew.

Forever only loyal

To Cardinal, White, and Blue.

For your lofty dreams and standards high

We'll reach together toward the sky,

Our hearts remaining true

Dear Scripps Ranch High, to you.

- Words and Music by Nancy Shirley and Dean Hickman

## Cựu học sinh nổi tiếng
- Kellen Winslow II NFL Player, (Năm học 2001)
- Jerad Anderson Actor, (Năm học 1999)
- Adam Brody Actor, (Năm học 1998)